# Hachimitsu to Clover
Hachimitsu to Clover (ハチミツとクローバー Hachimitsu to kurōbā?) är en manga- och animeserie av Chika Umino. Den är även känd som Hachikuro (ハチクロ?), H&C och internationellt via den engelska titeln Honey and Clover. Mangan publicerades av förlaget Shueisha från juni 2000 till juli 2006, i serietidningarna CUTiEcomic, Young YOU och Chorus. Därefter trycktes den i tio volymer.
Berättelsen kretsar kring en handfull konstskoleelever i Tokyo, om deras liv, kärlekar och inspirationskällor. Den har även blivit föremål för flera bearbetningar med skådespelare; 2006 kom en japansk långfilm, och 2008 både en japansk och en taiwanesisk dramaserie.

## Handling
Yūta Takemoto, Takumi Mayama och Shinobu Morita är tre unga män som delar korridor i ett studentboende i Tokyo. De är alla tre studenter på samma konstskola.

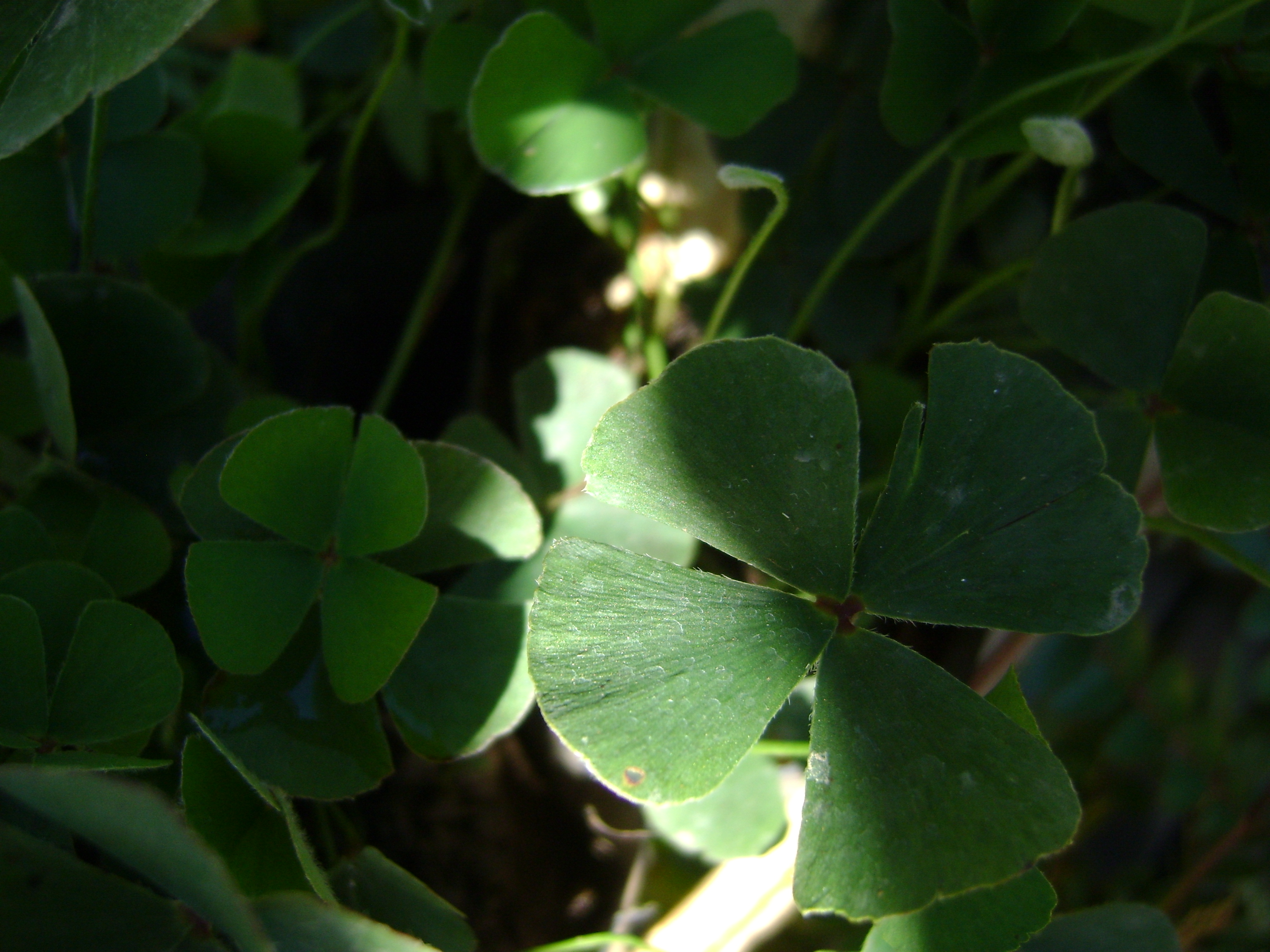
Den svårfunna fyrklövern är i serien en symbol för olika saker man letar efter i livet.

En dag blir de bekanta med Hagumi Hanamoto, dottern till en kusin till Shūji Hanamoto, en konstlärare på deras skola. Hon har flyttat in hos sin släkting i Tokyo och dessutom börjat på första året i deras konstskola. Yūta och Shinobu förälskar sig båda två i den kortvuxna förstaårseleven "Hagu" (som hon snabbt blir känd som). Yūta döljer dock sina känslor och vill istället utveckla vänskapen med henne, medan Shinobu uttrycker sina känslor så vilt att hon mest blir skrämd. "Hagu", som från början är blyg och tillbakadragen, vänjer sig gradvis vid de tre.
Till den lilla gruppen fogas snart Ayumi Yamada, en duktig krukmakare som utvecklar en djup vänskap med "Hagu". Ayumi är omtyckt av många men blir själv förälskad i Takumi; han besvarar dock inte kärleken men betraktar istället henne som en nära vän. Han är fast i sina känslor för en något äldre kvinna, Rika Harada; hon är änka och vän till professor Hanamoto och driver en arkitektfirma som hon grundat tillsammans med sin avlidne make.
Berättelsen följer de här fem rollfigurerna och deras kärlekstrianglar, obesvarade kärlek, när de tar examen, söker arbete och lär sig mer om sig själva.

## Rollista (viktigare roller)
Här listas de viktigare rollfigurerna. Deras ålder är den i början av berättelsen. Figurerna beskrivs här i första hand med deras förnamn, likt i de engelska och franska översättningarna; i den japanska originaldubben är det dock oftast efternamnen som gäller - även mellan vänner – på traditionellt japanskt maner.

### De fem huvudpersonerna
- Yūta Takemoto (japanska: 竹本裕太?, Takemoto Yūta) ♂, 19 år

Han är en andraårsstudent i arkitektur. Han är duktig i sitt konstruerande men i livet rätt så obeslutsam. Han bor i samma studentboende som Takumi och Shinobu. Yūta är centralpunkten i historien och fungerar ofta som berättare av handlingen. Han blir omgående förälskad i "Hagu" men behåller sina känslor för sig själv genom nästan hela serien. Han agerar inte på sina känslor lika otvunget som Shinobu och beslutar sig istället för att fungera som en "brodersgestalt" till "Hagu".
- Hagumi Hanamoto (japanska: 花本はぐみ?, Hanamoto Hagumi) ♀, 18 år

Hon är ett konstgeni och kommer från en lantlig uppväxtmiljö i närheten av Nagano. Hennes uppdykande i skolan vänder "pojkgängets" liv på ända. Hennes framtoning och beteende är ofta ett barns – hon är kortvuxen och ser mycket yngre ut än sina 18 år. Därför är hon närmast överbeskyddad av sin släkting Hanamoto ("Shū-chan"). I början av animen går hon första året på skolan och sysslar med olika konstarter.
- Shinobu Morita (japanska: 森田忍?, Morita Shinobu) ♂, 24 år

Han är en talangfull skulpturstudent, beundrad på skolan för sin skulpturbegåvning. Hans infallsrikedom gör dock ständigt omgivningen perplex – vart försvann han nu, var fick han alla pengarna ifrån, varför äter han upp vår mat utan att fråga… Han har svårt att vakna i tid till en sluttentamen och har därför gått om fem skolår. Han verkar också kär i "Hagu".
- Takumi Mayama (japanska: 真山巧?, Mayama Takumi) ♂, 21 år

Han är gruppens mest "vuxne" och seriöse medlem och är den förste av de fem som flyttar ut i vuxenlivet. Han är kär i Rika och beundrar Ayumi.
- Ayumi Yamada (japanska: 山田あゆみ?, Yamada Ayumi) ♀, 21 år

Hon är förälskad i Takumi, men till hennes stora sorg är kärleken inte besvarad.

### Övriga viktiga rollfigurer
- Shūji Hanamoto (japanska: 花本修司?, Hanamoto Shūji) ♂

Han är lärare på skolan och överbeskyddar sitt kusinbarn Hagumi. Han har en nära relation till Rika som ibland framställs som hans bästa vän.
- Rika Harada (japanska: 原田理花?, Harada Rika) ♀

Hon är ägare till en liten arkitekt-/designfirma. Hon är tvungen att begagna krycka, alltsedan bilolyckan som samtidigt kostade hennes make lite. Minnet av hennes make gör att både hon och Takumi har svårt att bete sig otvunget i varandras sällskap.
- Takumi Nomiya (japanska: 野宮匠?, Nomiya Takumi) ♂

Han är kär i Ayumi. Han pendlar mellan att vara ytterst vänlig och kallt beräknande/manipulativ.

## Media

### Manga
Hachimitsu to Clover skrevs och illustrerades av Chika Umino och är utgiven av Shueisha. De fjorton första kapitlen av denna joseimanga (inriktar sig till unga vuxna kvinnor) publicerades i serietidningen CUTiEcomic från juni 2000 till juli 2001. Därefter flyttades den över till Young YOU. När Young YOU lades ned 2005 gick H&C vidare till Chorus där den publicerades fram till juli 2006. De sammanlagt 64 kapitlen återtrycktes sedan i tio samlingsvolymer.

### Anime
Två animesäsonger producerades och sändes under 2005 och 2006. Den första säsongen var på 24 avsnitt och sändes som första serien i Fuji TV:s Noitamina-block 14 april–26 september 2005. Andra säsongen på endast 12 avsnitt sändes i samma programblock 29 juni–14 september 2006. J.C. Staff producerade båda säsongerna, där den första regisserades av Ken'ichi Kasai och den andra av Tatsuyuki Nagai. Musiken komponerades av Yōko Kanno.
Noitamina planerades som en satsning från Fuji TV riktad mot en lite äldre kvinnlig målgrupp. Både animen och mangan blev en stor framgång, och mangan nådde under 2005 ett antal tio-i-topp-placeringar på försäljningslistorna.

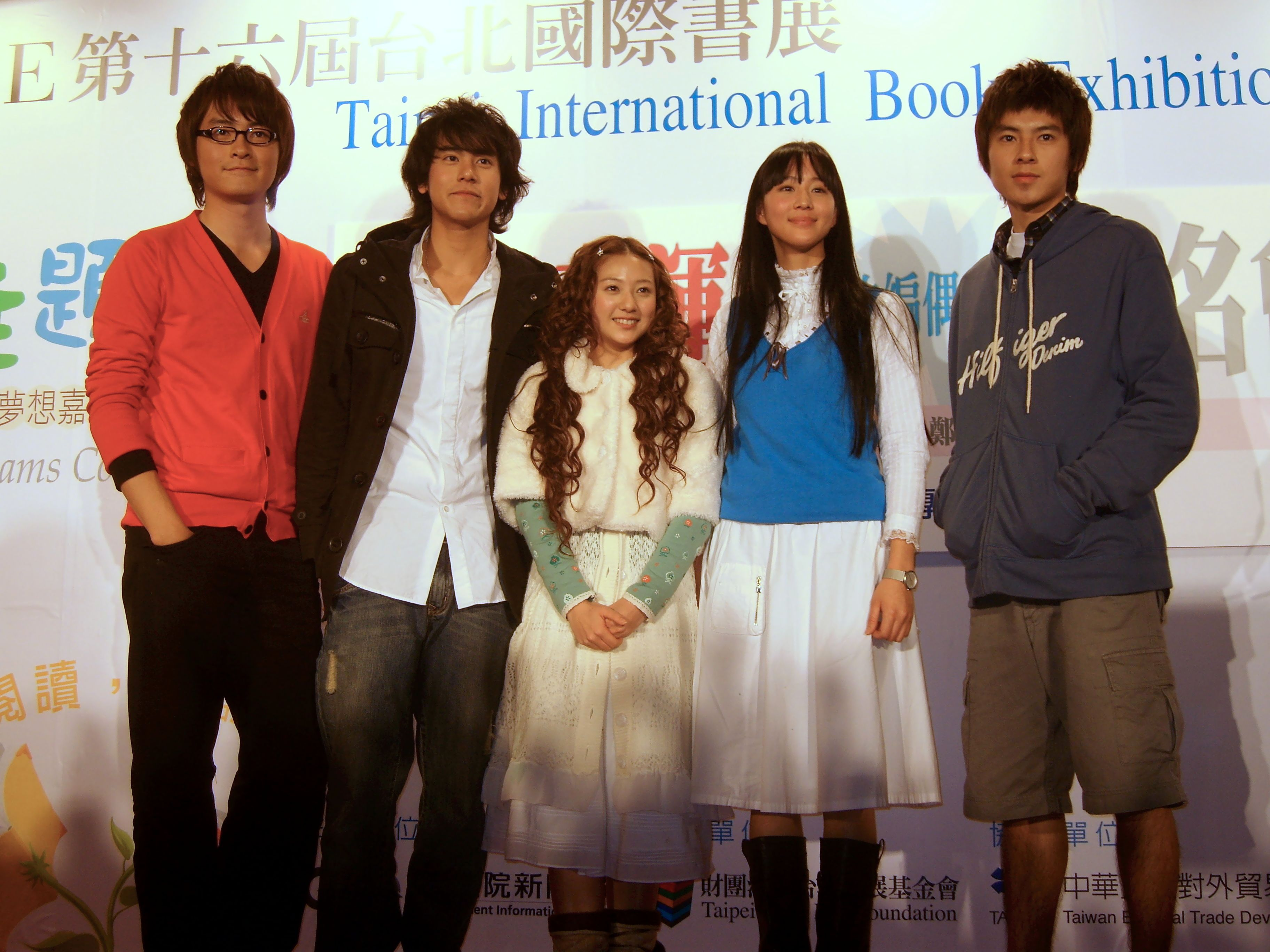
De viktigaste skådespelarna från 2008 års taiwanesiska dramaserie besökte under året Taipeis internationella bokmässa.

### Film och dramaserier
Långfilmen Hachimitsu to Clover hade premiär 22 juni 2006. Ansvariga för den 116 minuter långa produktionen med skådespelare (ej animerad) var studion Asmik Ace Entertainment. Regissör var Masahiro Takada.
Historien bearbetades därefter till en japansk dramaserie, som hade premiär 8 januari 2008. Manus stod Kaneko Shigeki för, och serien regisserade av masaki Tanamura och Hiroaki Matsuyama. Den 11 avsnitt långa serien gick på Fuji TV fram till 18 mars samma år. Bland medverkande skådespelare fanns  Toma Ikuta som Yūta Takemoto, Riko Narumi som Hagumi Hanamoto, Hiroki Narimiya som Shinobu Morita, Osamu Mukai som Takumi Mayama och Natsuki Harada som Ayumi Yamada. Musiken till serien var av Shōgo Kaida, Keiichi Miyako (SOPHIA) och Shin Kōno, medan ledmotivet var "Canvas" av den japanska R&B-sångaren Ken Hirai.
2008 producerades även en taiwanesisk dramaserie, med titeln Feng Mi Xing Yun Cao (蜂蜜幸運草). Den gjordes i 14 avsnitt, producerades av Huang Zhi Ming och regisserades av Li Yun Chan. I de levande rollerna syntes Lego Li som An Zhu Ben (Takemoto), Chiaki Ito som Hua Ben Yu (Hagumi), Eddie Peng som Ren Sen Tian (Morita), Joe Cheng som Den Zhen Shan (Mayama) och Janine Chang som He Ya Gong (Ayumi). Dramaserien sändes i taiwanesisk TV, på kanalen CTS (華視) från 25 maj till 31 augusti 2008.

## Mottagande
2003 vann mangan den 27:e Kōdansha Manga Award för bästa shōjo-manga. Deb Aoki på About.com  listade Honey and Clover som 2008 års bästa nya josei-manga. Yū Aoi vann priset för Bästa skådespelerska vid den 28:e Yokohama Film Festival för hennes roll som Hagumi Hanamoto i 2007 års långfilm.